# Pachycephala rufiventris
Pachycephala rufiventris е вид птица от семейство Pachycephalidae.

## Разпространение
Видът е разпространен в Австралия и Нова Каледония.